# استفانی لملین
استفانی لملین (به انگلیسی: Stephanie Lemelin) (زاده ۲۹ ژوئن ۱۹۷۹) بازیگر آمریکایی است.
از فیلم‌های معروف او می‌توان به بازی در بیگانه را بگیر اشاره کرد.